# Parancistrocerus ussuriensis
Parancistrocerus ussuriensis är en stekelart som beskrevs av Kurzenko 1981. Parancistrocerus ussuriensis ingår i släktet Parancistrocerus och familjen Eumenidae. Inga underarter finns listade i Catalogue of Life.